# Pahkaoja (vattendrag i Finland)
Pahkaoja är ett vattendrag i Finland.   Det ligger i landskapet Mellersta Österbotten, i den centrala delen av landet, 400 km norr om huvudstaden Helsingfors.